# Die Puppenspieler
Die Puppenspieler ist ein 1993 veröffentlichter historischer Roman von Tanja Kinkel. In der im 15. Jahrhundert in Augsburg, Florenz und Rom spielenden Geschichte eines jungen Mannes geht es um Hexenverfolgung, Intrigen der Mächtigen und die Hochzeit der oberitalienischen Renaissance.

## Hauptfiguren
- Richard Artzt – wissbegierig, verschlossen, besessen von dem Wunsch, den Tod seiner als Hexe verbrannten Mutter zu rächen
- Jakob Fugger – kühl und genial, das Finanzgenie seiner Zeit, Richards Mentor
- Sibylle Artzt – Richards Tante, Jakobs Ehefrau, intelligent und schön
- Saviya – ein mysteriöses Zigeunermädchen, das sich in Richard verliebt
- Mario – Richards bester Freund, ein Mönch aus Florenz
- Zobeida – Richards Mutter, Hebamme und zum Tod auf dem Scheiterhaufen verurteilt

## Inhalt
Deutschland im Jahre 1484. Papst Innozenz VIII. hat soeben die Bulle Summis desiderantes affectibus erlassen. Kurz darauf wird Zobeida Artzt, Sarazenin mit Tscherkessenblut, der Hexerei angeklagt und zum Tode auf dem Scheiterhaufen verurteilt. Durch dieses Urteil wird der zwölfjährige Richard Vollwaise. Die sterbende Mutter vor Augen hat er sich geschworen, eines Tages der Kirche ihren Irrtum zu widerlegen, da er fest davon überzeugt ist, dass es keine Hexen gibt.
Verwandtschaftsbande bringen den intelligenten Knaben nach Augsburg zu Jakob Fugger. So kommt Richard in ein weltoffenes und zukunftsorientiertes Haus, eines der aufregendsten des Heiligen Römischen Reiches Deutscher Nation. Fuggers Handelsbeziehungen reichen in die ganze Welt. Jakob Fugger wurde durch seine geschickte Geldpolitik zum Hausbankier des deutschen Königs und Kaisers Maximilian I. und beherrscht den europäischen Erzhandel und damit das Münzwesen. Richard lernt Sprachen und Naturwissenschaften und nimmt dank seiner raschen Auffassungsgabe auch vieles von den Vorgängen im Herzen des fuggerschen Handelsimperiums auf. Jakob Fugger, dem nicht nur seine Neider nachsagen, er betrachte Menschen nur als Investitionsgut, Puppen, deren Fäden er fest in der Hand hält, prüft und fördert den Zögling gezielt. Und dann öffnet sich für Richard das entscheidende Tor: Jakob Fugger schickt ihn nach Italien, das Land, von dem der Handel mit dem Morgenland seinen Ausgang nimmt, das Land, in dem gerade die Geisteswelt der Antike und des Orients neu entdeckt wird, aber auch das Land, in dem die Kirche fast überall und mit allen Mitteln Einfluss nimmt.
Auf dem Weg dorthin rettet er der jungen Zigeunerin Saviya das Leben. Sie treten in Blutsbrüderschaft und verlieben sich ineinander, doch aufgrund ihrer völlig verschiedenen Ansichten – Saviya betrachtet sich selbst als Hexe – kommt es immer wieder zu ernsten Spannungen zwischen den beiden.
In Florenz lernt Richard Lorenzo de Medici kennen, den mächtigsten Mann in Florenz. Er trifft dort auch Mario Volterra, einen Augustinermönch, freundet sich mit ihm an und schreibt mit ihm ein Buch, das die Hexenprozesse verurteilt. Schließlich gelingt es Richard mit Jakobs Hilfe, sich am Mörder seiner Mutter, dem Inquisitor Heinrich Institoris, zu rächen, indem er ihn wegen Missbrauch des Ablasshandels bei dem im Jahre 1492 neu gewählten Papst Alexander VI anzeigt.
In  Rom entgeht er jedoch nur knapp einer Vergiftung durch Vittorio de Pazzi, einem Feind aus seiner Zeit in Florenz.
Saviya, die in Rom einer Bande von Gesetzlosen angehört, wird beinahe von der Inquisition als Hexe verbrannt. Richard rettet sie im letzten Moment mithilfe des Papstsohnes Cesare Borgia, der mit Saviya ein Verhältnis hatte.
In Florenz ändern sich derweil die Zustände drastisch; Lorenzo stirbt und der fanatische Prediger Girolamo Savonarola hetzt die Bevölkerung gegen die Reichen auf. Im Zuge dieser „Kulturrevolution“ wird Mario schwer verwundet und stirbt, nachdem er sich von Richard verabschiedet hat. Dessen Trauer führt ihn endlich mit Saviya zusammen.

## Verfilmung
2017 wurde die Geschichte in zwei Teilen von der ARD verfilmt.
Samuel Schneider verkörperte hierbei die fiktive Figur des Richard, Herbert Knaup war als Jakob Fugger und Helen Woigk als Saviya zu sehen.